# Список кораблей ВМС Норвегии
Список кораблей ВМС Норвегии, как активных, так и снятых с вооружения, с 1814 года. Список ранних кораблей периода датского правления (до 1814 года) находится в статье Королевский датско-норвежский военно-морской флот.

## Броненосцы
- Мониторы:
  - Тип «Скорпионен»:
    - «Скорпионен» (1866—1908)
    - «Мьольнер» (1868—1908)
    - Трудванг (1869—1918)

  - Тип «Тур»:
    - «Тур» (1872—1918)
- Броненосцы береговой обороны:
  - Тип «Харальд Хорфагре»:
    - «Харальд Хорфагре» (1897—1947)
    - «Торденскьольд» (1897—1948)

  - Тип «Норге»:
    - «Норге» (1900—1940)
    - «Эйдсвольд» (1900—1940)

  - Тип «Нидарос»:
    - «Нидарос» (после постройки перешёл к КВМФ Великобритании)
    - «Бьёргвин» (после постройки перешёл к КВМФ Великобритании)

## Крейсера

### Бронепалубные крейсера
- Тип «Викинг»
  - «Викинг» (1891—1920)
- Тип «Фритьоф»
  - «Фритьоф» (1896—1928)

## Эскадренные миноносцы
- Тип «Валькюрьен»:
  - «Валькюрьен» (1896—1922)
- Тип «Дрёуг»:
  - «Дрёуг» (1908—1940)
  - «Тролль» (1910—1947)
  - «Гарм» (1913—1940)
- Тип «Слейпнер»:
  - «Слейпнер» (1937—1956)
  - «Эгер» (1937—1940)
  - «Гюллер» (1938—1959)
- Тип «Один»:
  - «Один» (1939—1959)
  - «Бальдер» (1939—1952)
  - «Тор» (1940—1959)
- Тип «Олесунн»:
  - «Олесунн» (1940, не достроен)
  - ZN5 (1940, не достроен)
- Тип «Уиккес»:
  - HMS Bath (1919—1941, бывший USS Hopewell (DD-181), передан ВМС Норвегии в 1941)
  - HMS Lincoln (1918—1944, бывший USS Yarnall (DD-143), передан ВМС Норвегии в 1942), возвращён в том же году)
  - HMS Mansfield (1918—1944, бывший USS Evans (DD-78), передан ВМС Норвегии в 1941), возвращён в 1942)
  - HMS St Albans (1918—1949, бывший USS Thomas (DD-182), передан ВМС Норвегии в 1941), возвращён в том же году)
  - HMS Newport (1918—1947, бывший USS Sigourney (DD-81), передан ВМС Норвегии в 1941), возвращён в 1942)
- Тип «Хант»:
  - «Арендаль» (?—1961, бывший HMS Badsworth (L03), передан ВМС Норвегии в 1944)
  - «Нарвик» (?—1962, бывший HMS Glaisdale (L44), передан ВМС Норвегии в 1942)
  - HMS Eskdale (?—1943, передан ВМС Норвегии в 1942)
- Тип «S»:
  - «Свеннер» (1943—1944, бывший HMS Shark (G03), передан ВМС Норвегии после постройки)
  - «Стур» (1943—1959, бывший HMS Success, передан ВМС Норвегии после постройки)

## Подводные лодки
- Тип «Коббен» (1909):
  - «Коббен» (1909—1933)
- Тип «A»:
  - A-2 (1913—1940)
  - A-3 (1913—1940)
  - A-4 (1913—1940)
  - A-5 (1914—1919)
- Тип «B»:
  - B-1 (1923—1946)
  - B-2 (1923 — неизвестно)
  - B-3 (1924—1940)
  - B-4 (1923 — неизвестно)
  - B-5 (1929—1942)
  - B-6 (1929—1944)
- Тип «Коббен» (1963):
  - «Кёура» (1965—1991)
  - «Кинн» (1965—1990)
  - «Хья» (1964—1991, передана КВМС Дании)
  - «Коббен» (1964—2001)
  - «Кунна» (1964—2004, передана ВМС Польши)
  - «Ула» (1965—1998)
  - «Утсира» (1965—1998)
  - «Утстейн» (1965—1998)
  - «Утвер» (1965—1989, передана КВМС Дании)
  - «Утхёуг» (1966—1990, передана КВМС Дании)
  - «Склинна» (1966—2001)
  - «Скольпен» (1966—2004, передана ВМС Польши)
  - «Стат» (1966—1989)
  - «Стур» (1967—2002, передана ВМС Польши)
  - «Свеннер» (1967—2003, передана ВМС Польши)
- Тип «Ула»:
  - «Ула» (с 1989)
  - «Утсира» (с 1990)
  - «Утстейн» (с 1990)
  - «Утвер» (с 1991)
  - «Утхёуг» (с 1991)
  - «Уредд» (с 1992)

## Минные заградители
- «Олаф Трюггвасон»
- «Фройя»
- «Минные заградители типа «Гломмен»
  - «Glommen»
  - «Laugen»
- «Минные заградители типа «Vale»
  - «Vale»
  - «Uller»
  - «Nor»
  - "Vidar
  - «Gor»
  - «Tyr»
- Минные заградители типа «Видар»
  - «Видар»
  - «Вале»